# Sovinjsko Polje
 Sovinjsko Polje   (olaszul: Poglie di Sovignacco) falu Horvátországban, Isztria megyében. Közigazgatásilag Buzethez tartozik.

## Fekvése
Az Isztriai-félsziget északi részének közepén, Pazintól 17 km-re északra, községközpontjától 6 km-re délnyugatra fekszik.

## Története
1857-ben 117, 1910-ben 120 lakosa volt. 2011-ben 24 lakosa volt.

## Lakosság
| Lakosság változása | Lakosság változása | Lakosság változása | Lakosság változása | Lakosság változása | Lakosság változása | Lakosság változása | Lakosság változása | Lakosság változása | Lakosság változása | Lakosság változása | Lakosság változása | Lakosság változása | Lakosság változása | Lakosság változása | Lakosság változása |
| ------------------ | ------------------ | ------------------ | ------------------ | ------------------ | ------------------ | ------------------ | ------------------ | ------------------ | ------------------ | ------------------ | ------------------ | ------------------ | ------------------ | ------------------ | ------------------ |
| 1857               | 1869               | 1880               | 1890               | 1900               | 1910               | 1921               | 1931               | 1948               | 1953               | 1961               | 1971               | 1981               | 1991               | 2001               | 2011               |
| 117                | 127                | 127                | 66                 | 69                 | 120                | 0                  | 0                  | 85                 | 98                 | 62                 | 45                 | 51                 | 33                 | 27                 | 24                 |

## Nevezetességei
Szent István vértanú tiszteletére szentelt kápolnáját már 1580-ban említik.